# Strei

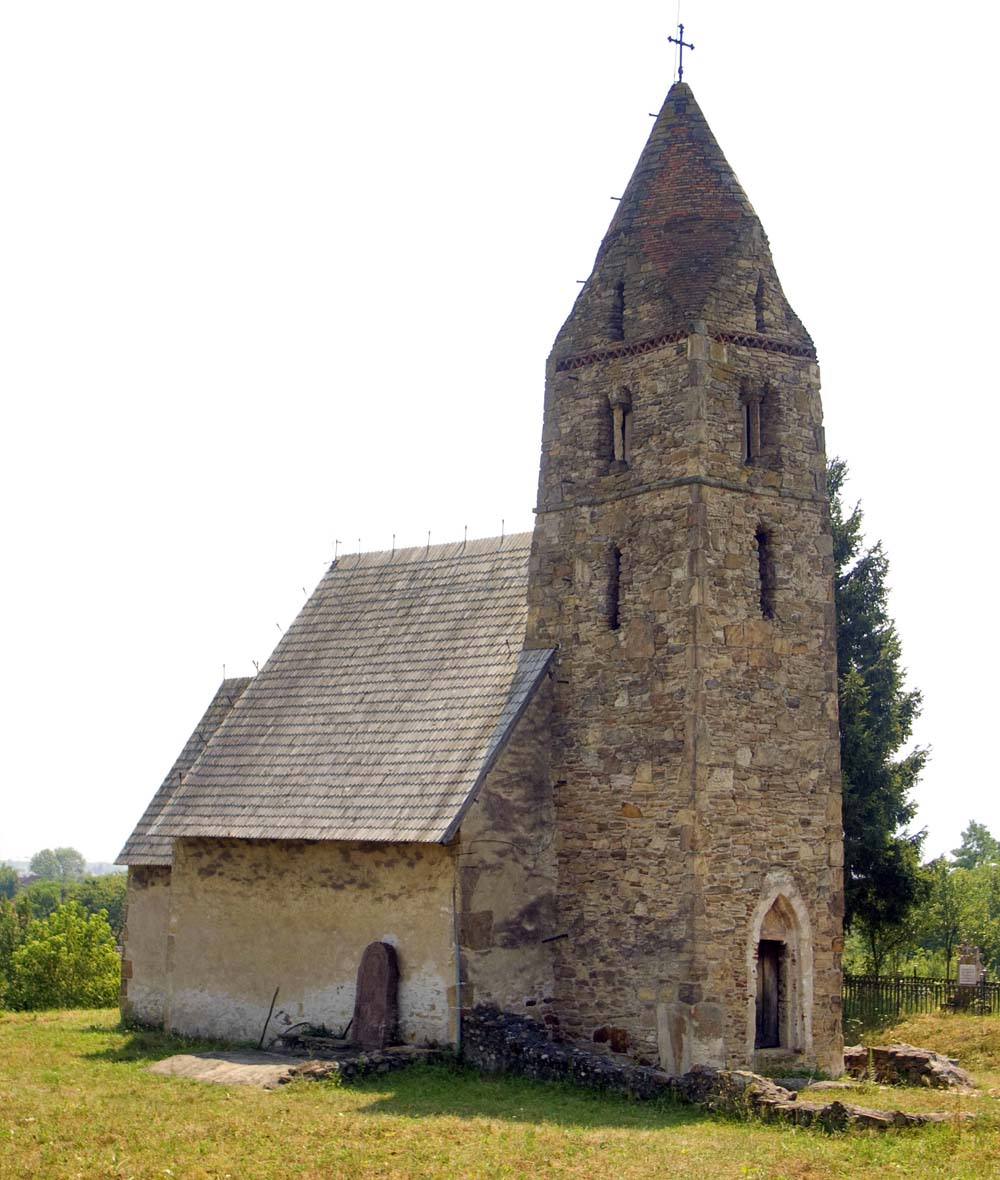
Cerkiew w Strei

Strei – miejscowość położona w Rumunii, w południowej części Siedmiogrodu, w okręgu Hunedoara; pierwszy raz wzmiankowana w 1392, już wtedy jednak uznawana za starożytną.
We wsi wznosi się niewielka kamienna cerkiew, zbudowana w XIII w. w stylu romańskim (być może pierwotnie był to kościół katolicki). Zbudowana została z materiału pochodzącego z rozbiórki ruin rzymskich budowli. Składa się z prostokątnej nawy i malutkiego kwadratowego prezbiterium. Od zachodu do nawy przylega wieża, przez którą prowadzi wejście do świątyni. W ścianach górnej kondygnacji wieży znajdują się biforia. Wśród najcenniejszych elementów świątyni znajdują się malowidła wewnętrzne z XIV w. a także romański portal i sklepienie krzyżowe w prezbiterium.